# Maria Gordon
Maria Matilda Gordon (Monymusk, 30 de abril de 1864-24 de junio de 1939) (nacida Ogilvie), conocida también como May Ogilvie Gordon, fue una eminente geóloga y paleontóloga escocesa. Fue la primera mujer en serle otorgado el título de doctor de Ciencia de la Universidad de Londres y la primera mujer en recibir un doctorado por la Universidad de Múnich. Fue también partidaria y defensora de los derechos e igualdad de niños y mujeres.

## Educación y primeros años
Ogilvie Nació en Monymusk, Aberdeenshire en 1864, era la hija mayor de Maria Matilda Nichol y el reverendo Alexander Ogilvie, doctor en derecho y directorr de Robert Gordons College. Tenía cinco hermanos y dos hermanas. Su hermano mayor, Francis Grant Ogilvie, fue también un científico y director del Museo de Ciencia de Londres.
A la edad de 18 años estudió piano en la Real Academia de Música de Londres. Al mismo tiempo empezó una licenciatura en Ciencias en la Heriot-Universidad de Vatio. Completó sus estudios y se especializó en geología, botánica y zoología en el año 1890 University College London.
En 1891, realizó un viaje a Alemania para continuar sus estudios en la Universidad de Berlín. No fue admitida ya que en aquella época no se aceptaban en instituciones de educación superior en Alemania a personas del sexo femenino, a pesar de los esfuerzos de varios amigos influyentes y colegas, incluyendo el geólogo Ferdinand Freiherr von Richthofen.(2) Ella se trasladó con Richthofen y su mujer a Múnich donde estudió con Karl Alfred von Zittel y Richard Hertwig. En julio de 1891, los Richthofens viajaron a los Dolomitas durante cinco semanas e invitaron a Ogilvie a ir con ellos.
Fue en los Dolomitss con Richthofen que cuando empezó a enfocar su trabajo en la geología. En 1893 se le otorgó el título de Doctor de Ciencia en Geología de la Universidad de Londres y fue la primera mujer en recibir este grado. En 1900, se convirtió también en la primera mujer en ser premiada con un doctorado de la Universidad de Múnich, recibiendo una distinción en los campos de geología, paleontología y zoología.

## Investigación
Todas las investigaciones geológicas de Maria Gordon las realizó en el sur del Tirol, en una zona de los Alpes italianos cerca de la frontera con Austria. Esta área de los Alpes forma parte del complejo geológico de los Dolomitas, caracterizada por picos altos, que se cree se han formado a partir de los restos de atolones de coral de un mar antiguo. Gordon desafió esta idea con su teoría de la  'corteza de torsión', la noción de que las montañas se habían formado por el empuje, torsión y plegamiento de la corteza terrestre. A través de la observación y la medición de las estructuras geológicas en los Dolomitas, se pudo determinar que había dos fases de plegado y deformación estructural, lo que llevó a una nueva interpretación de la estructura tectónica de los Alpes.
En total, escribió más de 30 artículos sobre su investigación y los hallazgos en esta región, algunos de ellos están considerados trabajos seminales . Su biógrafo la describió como «probablemente la mujer geóloga de campo más productiva de cualquier país a finales del siglo XIX y principios del XX.»

## Carrera política y activista
Tuvo una etapa muy activa en política como liberal y defensora de los derechos de la mujer. El 8 de febrero de 1922 fue designada como candidata parlamentaria al partido Liberal por el distrito electoral de Canterbury, con el apoyo de Lloyd George. Se convocó una elección general para noviembre de 1922, pero el 3 de noviembre se retiró. Después de la reunión liberal entre Lloyd George y H. H. Asquith, disputó las elecciones generales 1923 como candidata liberal al unionista Hastings, empujando al candidato laborista al tercer lugar;
| Partido   | Partido   | Candidato/a                            | Votos  | %    | ±   |
| --------- | --------- | -------------------------------------- | ------ | ---- | --- |
|           | Unionista | Lord Eustace Sutherland Campbell Percy | 11,914 | 52.6 |     |
|           | Liberal   | Mrs Maria Matilda Ogilvie Gordon       | 5,876  | 25.9 | n/d |
|           | Laborista | W. Richard Davies                      | 4,859  | 21.5 |     |
| Mayoría   | Mayoría   | Mayoría                                | 6,038  | 26.7 |     |
| Resultado | Resultado | Resultado                              |        | 76.4 |     |

Como defensora de los derechos de la mujer, ocupó el carga de presidenta honoraria de la Associated Women's Friendly Society y de la Associated Women's Friendly Society, y también como Presidenta de la National Council of Women of Great Britain and Ireland. Desempeñó un importante papel en las negociaciones de posguerra de la I Guerra Mundial en el Council for the Representation of Women in the League of Nations.
Para conmemorar su contribución a la paleontología, en el año 2000 se dio nombre a un nuevo género fósil, Gordonopteris Iorigae, dedicado a ella. Se descubrió en los sedimentos triásicos de los Dolomitas.